# Aradus persimilis
Aradus persimilis är en insektsart som beskrevs av Van Duzee 1916. Aradus persimilis ingår i släktet Aradus och familjen barkskinnbaggar. Inga underarter finns listade i Catalogue of Life.